# Зікмунд Зденек Альбертович
Зденек Альбертович Зікмунд (рос. Зденек Альбертович Зикмунд; нар. 25 грудня 1916 — пом. 7 січня 1950, Свердловськ, СРСР) — радянський тенісист і хокеїст (центральний нападник).

## Теніс
В тенісних змаганнях брав участь з 16 років. Найкраще виступав у парному розряді. Разом з Миколою Озеровим, згодом відомим спортивним коментатором, шість разів здобував титул чемпіона СРСР (1944–1949). Володар кубка СРСР 1947 (збірна Москви), 1948, 1949 («Спартак» Москва).
З Миколою Озеровим чотири рази поспіль здобував перемоги у чемпіонатах Москви в парному розряді — 1942, 1943, 1944, 1948 (зима). 1947 року переміг у одиночному розряді. Разом з дружиною, Антоніною Ніфонтовою, здобув дві перемоги у міксті 1947 (літо), 1948 (літо), а з К. Борисовою — 1948 (зима), 1949 (літо).
Абсолютний чемпіон ВЦРПС 1944 року. Здобув перемоги в одиночному розряді, парному (з Іваном Новиковим) та міксті (з Антоніною Ніфонтовою). У парному турнірі переміг і наступного року.
Входив до десятки найсильніших тенісистів СРСР (1938–1948), найкраще місце — 2-е (1948).

## Хокей
Один з найкращих радянських хокеїстів повоєнного часу. Входив до символічної збірної сезону 1946/47.
У першому чемпіонаті СРСР його команда, московський «Спартак», набрала однакову кількість очок з ЦБЧА та «Динамо», але гіршою різницею закинутих та пропущених шайб посіла третє місце. Зденек Зікмунд другий снайпер ліги (13 закинутих шайб), найкращий результат у Анатолія Тарасова (14).
Наступного сезону «Спартак» — віце-чемпіон країни. Новоутворена ланка Іван Новиков — Зденек Зікмунд — Юрій Тарасов за 18 турів чемпіонату вражає ворота суперників 70 разів.
Гравець збірної Москви, яка взимку 1948 року проводила серію матчів з найсильнішою європейською клубною командою того часу, празьким ЛТЦ. Брав участь у двох матчах.
1948 року, разом з партнерами, переходить до ВПС (Москва). Клуб займає другу сходинку в чемпіонаті, Зікмунд вражає ворота суперників 19 разів.
Загинув 7 січня 1950, під час невдалої посадки літака на аеродром поблизу Свердловська. Всього у цій авіакатастрофі загинуло шість членів екіпажу, лікар, масажист та 11 гравців команди ВПС.

## Хокейні досягнення
| Нагороди       | Команда            | Кіл. | Рік  |
| -------------- | ------------------ | ---- | ---- |
| Чемпіонат СРСР |                    |      |      |
| Срібло         | «Спартак» (Москва) | 1    | 1948 |
| Срібло         | ВПС (Москва)       | 1    | 1949 |
| Бронза         | «Спартак» (Москва) | 1    | 1947 |

## Статистика
| № | Дата           | Місце проведення | Суперник    | Рахунок |
| - | -------------- | ---------------- | ----------- | ------- |
| 1 | 26 лютого 1948 | Москва           | ЛТЦ (Прага) | 6 : 3   |
| 2 | 28 лютого 1948 | Москва           | ЛТЦ (Прага) | 3 : 5   |

| Сезон                     | Команда                   | Ігри | Голи |
| ------------------------- | ------------------------- | ---- | ---- |
| 1946/47                   | «Спартак» (Москва)        | ?    | 13   |
| 1947/48                   | «Спартак» (Москва)        | ?    | 28   |
| 1948/49                   | ВПС (Москва)              | ?    | 19   |
| 1949/50                   | ВПС (Москва)              | ?    | 11   |
| Всього в чемпіонатах СРСР | Всього в чемпіонатах СРСР | 50   | 71   |